# Ari Hjelm
Ari-Juhani Hjelm (født 24. februar 1962 i Tampere, Finland) er en finsk tidligere fodboldspiller (angriber) og -træner. Han spillede hele 92 kampe og scorede 18 mål for det finske landshold.
Hjelm tilbragte størstedelen af sin karriere i hjemlandet, hvor han blandt andet spillede 13 år hos FC Ilves i sin fødeby. Han vandt det finske mesterskab med klubben i 1983. Han havde også ophold i Tyskland hos henholdsvis Stuttgarter Kickers og FC St. Pauli. For landsholdet debuterede han 11. januar 1989 i en venskabskamp mod Egypten og var herefter en del af landsholdet i de følgende syv år.

## Titler
Veikkausliiga
- 1983 med FC Ilves

Suomen Cupen
- 1990 med FC Ilves
- 1996 med HJK Helsinki